# Neživotní pojištění

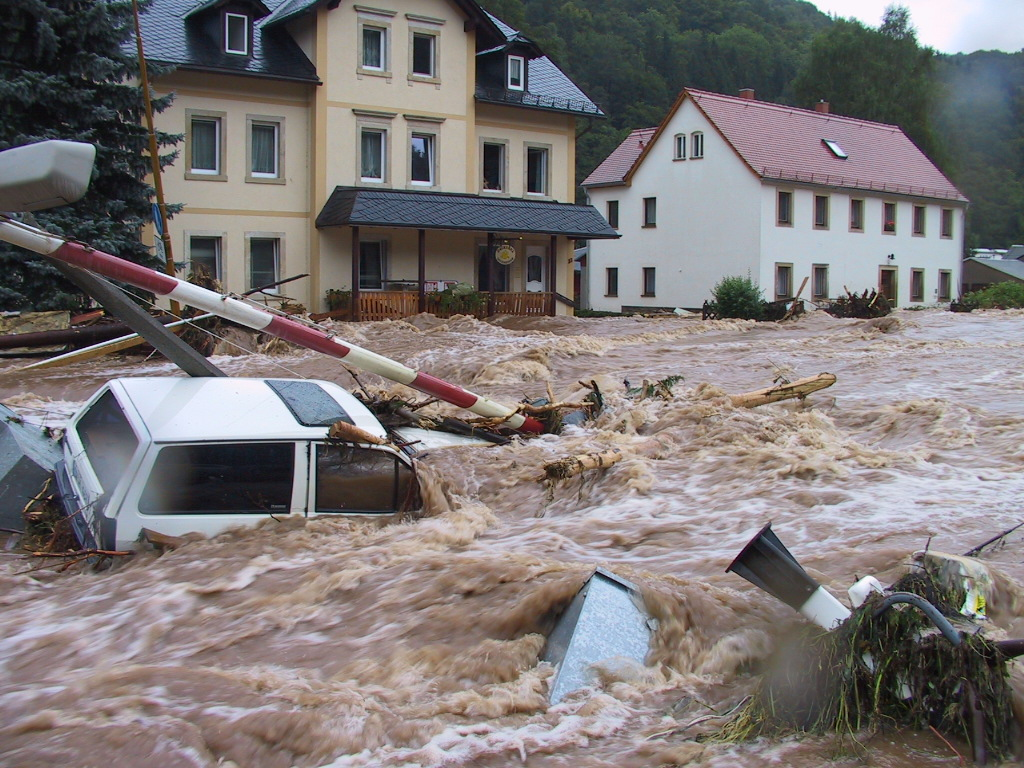
Pojištění proti živlům je jedním z druhů neživotního pojištění

Neživotní pojištění (anglicky General insurance nebo Non-life insurance) je souhrnný název pro všechna odvětví pojištění, která nespadají pod životní pojištění. Patří sem především veškeré pojištění majetku i pojištění odpovědnosti za škodu. Uzavření některých pojištění může být nařízeno zákonem.
Většina aspektů neživotního pojištění je upravena zákonem o pojistné smlouvě; jednotlivá odvětví a skupiny neživotních pojištění pak definuje zákon o pojišťovnictví.

## Kritéria dělení pojištění
Pojištění lze dělit podle dvou základních hledisek: podle způsobu, jak se vytvářejí rezervy (peněžní prostředky určené především na výplatu pojistného plnění) nebo podle předmětu pojištění (kdo nebo co se pojišťuje). Neživotní pojištění tvoří při dělení podle prvního hlediska samostatnou skupinu. Při dělení podle druhého hlediska figurují různé druhy neživotního pojištění ve všech skupinách pojištění.

### Podle způsobu vytváření rezerv
Tento „modernější“ způsob dělení pojištění vychází ze zákona č. 363/1999 Sb., o pojišťovnictví, který v příloze 1 definuje odvětví a skupiny pojištění. Zde v části B vyjmenovává odvětví neživotních pojištění.
- Neživotní pojištění (dříve také riziková) jsou ty typy pojištění, u nichž není zřejmé, jestli pojistná událost nastane nebo ne.[1] Jde o všechny typy pojištění majetku, pojištění odpovědnosti za škodu, ale také např. úrazové pojištění osob nebo také pojištění léčebných výloh.
- Životní pojištění (dříve také rezervotvorné) se vztahuje na události, které v té či oné formě v budoucnu nutně nastanou: u životního a důchodového pojištění osob se vyplácí pojistné plnění buď při úmrtí pojištěného, nebo při dožití konce pojištění (typicky při odchodu do důchodu).

Zákon č. 37/2004 Sb., o pojistné smlouvě. rozděluje soukromá pojištění jinak. Definuje dva druhy pojištění:
- škodové pojištění, jehož účelem je náhrada škody, a
- obnosové pojištění, jehož účelem je získání dohodnuté finanční částky (obnosu), přičemž tato částka nezávisí na tom, jak velká škoda vznikla a zda vůbec vznikla.

Zákon přitom určuje, které pojištění se může sjednat jen jako škodové, které jako obnosové a které jako škodové i obnosové (např. pojištění věcí lze sjednat jen jako škodové, ale pojištění jiného majetku jako škodové i obnosové).
Podle tohoto zákona se většina neživotních pojištění může uzavřít jen jako škodové. Budoucí občanský zákoník, který bude upravovat oblast pojištění a který současně k 1. 1. 2014 nahradí zákon o pojistné smlouvě, umožní naopak většinu pojištění uzavřít jako škodové i obnosové.

### Podle předmětu pojištění
Podle této klasifikace, která byla v České republice používána do roku 2004 podle občanského zákoníku, se pojištění dělí na:
- pojištění majetku – pro případ jeho zničení, poškození, ztráty, odcizení nebo i jiných škod,
- pojištění osob – jde o pojištění fyzických osob pro případ poškození zdraví, smrti nebo naopak dožití určitého věku,
- pojištění odpovědnosti za škodu – může jít o škodu vzniklou na životě a zdraví osob nebo o škodu na věcech.

### Podle formy vzniku pojištění
Podle způsobu vzniku se pojištění rozdělují na smluvní, které vzniká uzavřením smlouvy mezi pojišťovnou a pojistitelem (např. pojištění domácnosti), a zákonné, které vzniká automaticky ze zákona při splnění daných podmínek (ze soukromých pojištění již jen pojištění odpovědnosti zaměstnavatele za škodu při pracovním úrazu nebo nemoci z povolání).

## Pojištění majetku
U pojištění spadajících do tohoto pojistného odvětví poskytuje pojišťovna pojistnou ochranu majetku v případě, že dojde k jeho zničení, poškození nebo odcizení).
V oblasti pojištění majetku pojišťovny často slučují různá rizika do jedné pojistné smlouvy a nabízejí sdružená pojištění. Pro klienty je to atraktivnější a obvykle i levnější, na druhou stranu pojišťovnám to umožňuje snižovat režijní náklady.

### Obecné zásady
Při pojištění majetku lze pojistit věc, soubor věcí nebo jiný majetek.
- Při definici věci se vychází z § 119 občanského zákoníku (věci movité a nemovité).[7]
- Souborem věcí se rozumí věci, které lze užívat samostatně, ale slouží ke stejnému „hospodářskému“ účelu – např. zařízení domácnosti nebo knihovna.[8]
- Jiným majetkem mohou být práva a podobné majetkové hodnoty, se kterými lze disponovat – např. patenty nebo know-how.[7]

#### Pojistná hodnota a pojistná částka majetku
Pojistnou hodnotou majetku je jeho obvyklá cena, kterou majetek má v době sjednání pojištění. Pojistná částka je částka uvedená v pojistné smlouvě jako horní hranice plnění pojišťovny v případě pojistné události. Není-li v pojistné smlouvě stanoveno jinak (zlomkové pojištění) má pojistná částka odpovídat pojistné hodnotě. V opačném případě se jedná o přepojištění, nebo podpojištění.
V pojistné smlouvě lze dohodnout, že pojištění majetku bude sjednáno na jinou než obvyklou cenu a to na cenu novou (cena nové věci) nebo cenu časovou (cena nové věci po odečtení amortizace) nebo cenu modifikovanou (cenu vedenou v účetnictví po odpisech) nebo jinak dohodnutou cenu např. (zlomkové pojištění). Z toho na jakou cenu je pojištění sjednáno se bude vycházet při poskytování pojistného plnění. § 2814 Občanský zákoník. Částka, kterou pojištěný v případě škody (pojistné události) obdrží vychází tedy ze stanovené pojistné částky (stanovené v pojistné smlouvě) z určené ceny plnění (nová, časová, modifikovaná) snížené o dohodnutou spoluúčast, jejíž výše je obvykle stanovena v pojistné smlouvě.
Pokud je pojištěn soubor věcí, vztahuje se pojištění na všechny věci, které byly jeho součástí při sjednání pojistné smlouvy a stanovení pojistné částky Není tedy třeba pojišťovně hlásit např. nákup nového televizoru nebo likvidaci starého pokud se výše pojistné částky stanovené v pojistné smlouvě, výrazně nemění (tolerováno +10%, – 10%). Při výraznějším zvýšení nebo snížení aktuální pojistné částky pojištěného souboru věcí je proto třeba, aby pojištěný toto oznámil pojišťovně, která s ním změní pojistnou smlouvu (např. vypracuje podepíše dodatek).[7] Jinak by došlo k přepojištění nebo podpojištění se všemi z toho plynoucími důsledky.
Podpojištění
Vědomé či nevědomé podpojištění (§ 2854 Občanský zákoník) se většinou zjistí až při pojistné události. Tím, že byla stanovena pojistná částka nižší než je pojistná hodnota, tak z této nižší pojistné částky bylo také chybně vypočítáno nižší pojistné. Pojišťovna, aby zamezila spekulaci, že klienti budou z důvodů nižšího pojistného stanovovat nižší pojistnou částku a tím méně platit, má pro případy podpojištění sankce. O kolik procent je pojistná částka proti pojistné hodnotě nižší, o tolik procent se krátí pojistné plnění. To je důvod, proč stanovovat pojistné částky takové, které odpovídají pojistné hodnotě (na pojistném ušetří klient pár korun a na pojistném plnění může přijít i o statisíce)
Přepojištění
Přepojištění (§ 2853 Občanský zákoník)  je stanovení pojistné částky vyšší než je skutečná hodnota pojišťované věci. Pojišťovna při pojistném plnění platí skutečnou výši škody podle toho, je li  věc pojištěna na novou, časovou nebo modifikovanou cenu. Nemůže a také neplatí víc, důvodem je, že by to vyvolávalo spekulace a nezákonné obohacování (nelze psí boudu s hodnotou 100 Kč pojistit na 100.000 Kč a v případě jejího zničení požadovat 100.000 Kč.) Proto také nemá žádný význam stanovovat pojistnou částku věci (stanovenou v pojistné smlouvě)  nad její pojistnou hodnotu (skutečnou hodnotu). Klient zaplatí z vyšší pojistné částky vyšší pojistné, ale nedostane vyšší pojistné plnění.
Zlomkové pojištění – pojištění na první riziko
Zlomkové pojištění je pojištění, při kterém je pojistná částka po dohodě obou smluvních stran vědomě snížena pod pojistnou hodnotu pojišťované věci. Je li zlomkové pojištění výslovně ujednáno v pojistné smlouvě, nehrozí sankce za podpojištění. Zlomkové pojištění nebo také pojištění na první riziko se sjednává v případech, kdy není možné stanovit správnou pojistnou hodnotu věcí (pojistná hodnota klesá a stoupá v čase starožitnosti cenné papíry atd.), nebo kdy způsobená škoda nemůže nikdy dosáhnout pojistné hodnoty pojišťované věci např. (hodnota ocelových odlitků je vyšší než případná škoda živlem).

#### Zachraňovací náklady
Při pojistné události má pojištěný nad rámec sjednaného limitu pojistného plnění právo i na náhradu tzv. zachraňovacích nákladů – tedy především nákladů, které vynaložil na zmírnění přímých škod (během vlastní pojistné události) nebo i následných škod. Takovými náklady mohou být např. náklady na uhašení požáru nebo náklady na vytřídění nepoškozené části zásilky při dopravní nehodě. Z tohoto titulu jsou hrazeny i náklady, které byl pojistník povinen vydat z hygienických, ekologických či bezpečnostních důvodů při odklízení poškozených věcí.
Náhrada zachraňovacích nákladů vychází z obecného zájmu (§ 415–419 občanského zákoníku), aby byla provedena opatření nutná k zabránění vzniku škod, ke zmírnění jejich následků nebo k zabránění dalších následných škod. Limit pro náhradu zachraňovacích nákladů lze v pojistných podmínkách omezit, nesmí ale být nižší než 30 % sjednané pojistné částky nebo limitu pojistného plnění.

### Poškození nebo zničení věci živelní událostí
Prvním rizikem, proti kterému lze majetek pojistit, je tzv. živel. Toto pojištění se může týkat movité i nemovité věci. Základní živelní nebezpečí zde obvykle bývá požár, úder blesku, výbuch a náraz nebo zřícení letadla (podle počátečních písmen anglických názvů těchto rizik – Fire, Lightning, EXplosion, Aircraft/Air crash – se tento typ pojištění někdy označuje jako FLEXA). K nim se často přiřazují další nebezpečí jako pád stromů a stožárů, sesuv zeminy nebo skal, vichřice, krupobití, záplavy a povodně, námraza a tíha sněhu, zemětřesení nebo náraz vozidel. Přitom pro každý konkrétní pojistný produkt bývá tato kombinace různá (jiná je např. u pojištění staveb, kde může být sesuv zemin podstatným rizikem, a jiná u pojištění motorových vozidel, kde jde obvykle jen o marginální nebezpečí).

### Škody způsobené krádeží vloupáním nebo loupežným přepadením
Tento typ pojištění se vztahuje jen na movité věci. Netýká se však škod způsobených „pouhou“ krádeží, kdy zloděj nepřekonal žádné překážky, které by chránily věc před odcizením. Toto pojištění se často doplňuje o krytí škod způsobených zpronevěrou, neoprávněným používáním věci nebo podvodem.

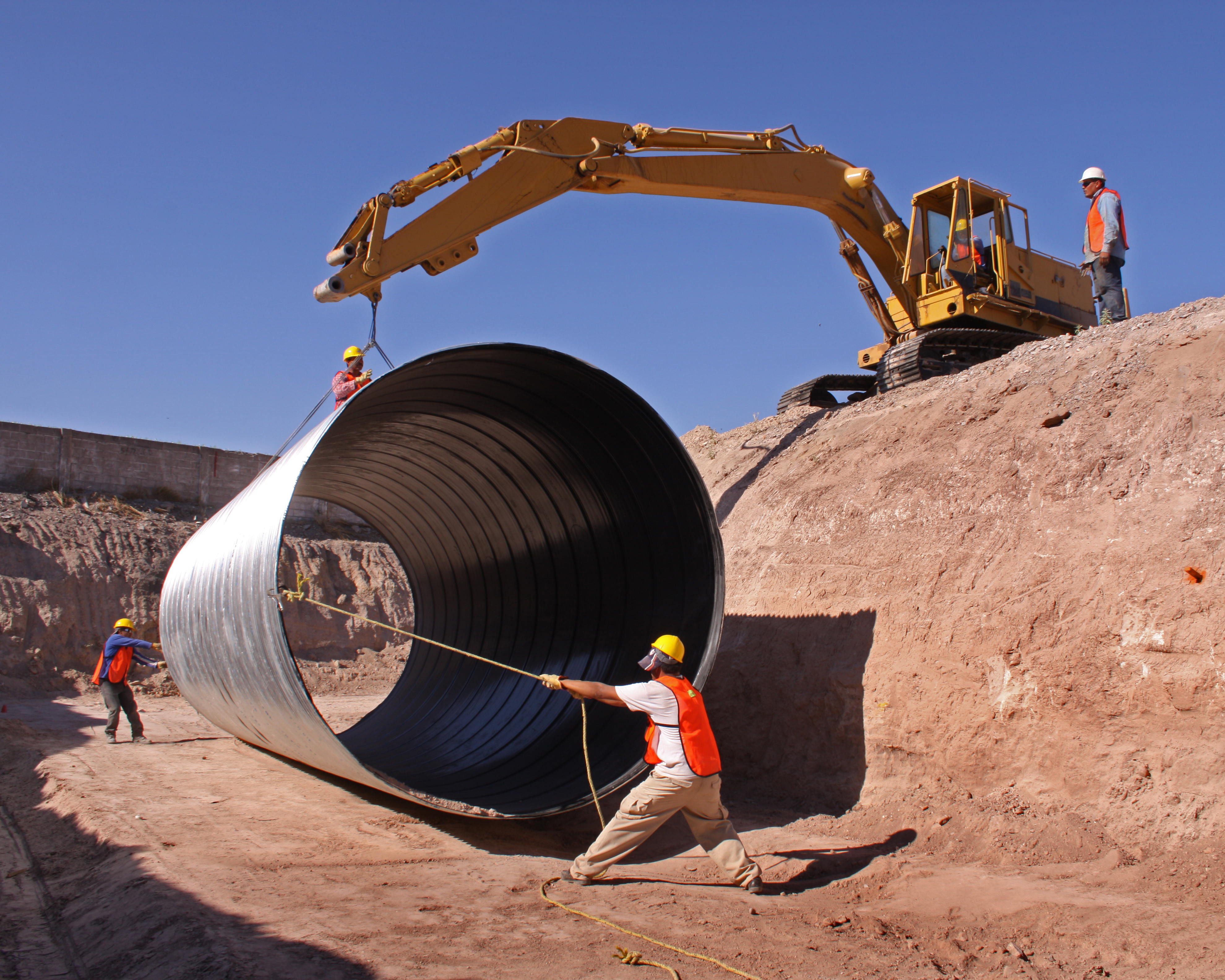
Stavebně-montážní pojištění je v některých zemích povinné

### Pojištění technických rizik
Zahrnuje široké pojistné krytí majetku podnikajících právnických nebo fyzických osob. Často se sjednává ve variantě tzv. All Risks, kdy zahrnuje všechna nečekaná a neodvratná poškození pojištěných věci kromě těch, která jsou v pojistných podmínkách uvedena v tzv. výlukách.
- Stavebně-montážní pojištění – v Česku relativně nový druh pojištění kryjící rizika zejména při velkých stavbách nebo montážích technologických celků;[16] poskytuje pojistnou ochranu především při požárech a zříceních těchto staveb, ale i pokrývá i relativně drobnější škody jako pády předmětů, nárazy apod.
- Pojištění strojů a podobných zařízení – kryje jejich poškození z nejrůznějších příčin, zahrnujících např. i nesprávnou obsluhu a vandalismus.[16]
- Pojištění elektrických zařízení – dříve obvyklé pojištění elektromotorů je nyní rozšířeno především o pojištění nejrůznější elektroniky; tento typ pojištění je obvykle součástí jiných, sdružených pojištění.[16]

### Havarijní pojištění
Toto pojištění, označované často jako kasko, se sjednává na škody vzniklé v důsledku havárie vozidla (většinou motorových pozemních vozidel, ale speciální typy pojištění se používají i pro pojištění letadel nebo plavidel). Obvykle se sjednává ve zmíněné variantě All Risks: kromě vlastní havárie způsobené střetem zahrnuje i pojištění proti odcizení nebo vandalismu, nárazu, pádu apod. S pojištěním vlastního vozidla lze připojistit i nadstandardní výbavu (autorádio, navigaci), čelní sklo (které bývá jinak uvedeno v tzv. výlukách z pojištění), zavazadla apod. Časté bývá i pojištění přepravovaných osob pro případ úrazu.
Součástí havarijního pojištění jsou často i asistenční služby, jejichž rozsah (limity apod.) však bývá různý – je dán pojistnými podmínkami.
V havarijním pojištění se častěji než u jiných typů pojištění uplatňuje bonus (snížení pojistného při bezškodním průběhu pojištění) nebo naopak malus (zvýšení pojistného při častějších pojistných událostech).

### Pojištění zásilek
Označuje se také jako cargo pojištění a kryje rizika při vnitrostátní i mezinárodní přepravě zboží (zasilatelskými firmami, poštou i vlastní přepravou). Do tohoto pojištění lze zahrnout i pojištění nepřímých škod: lze si tedy v případě pojistné události zajistit i náhradu zaplaceného dopravného, pojistného, cla a dokonce i očekávaného nerealizovaného zisku z prodeje zboží. Při přepravě zboží po moři je pojištění složitější a proto zvlášť propracované, k pojistné smlouvě se proto připojují speciální doložky.

### Zemědělské pojištění
Skládá se z pojištění hospodářských zvířat a pojištění plodin. Kromě nich lze sjednat i jako např. pojištění dostihových koní, pojištění lesa proti živelním nebezpečím aj.
- Pojištění hospodářských zvířat zahrnuje náhradu škody způsobené uhynutím zvířete na nebezpečnou nákazu (seznam je určen v pojistných podmínkách).
- Pojištění plodin zahrnuje pojistnou ochranu proti živelním nebezpečím nebo vyzimování (poškození vlivem mrazu nebo sněhu včetně nadměrného sucha nebo vlhka a spolupůsobení chorob nebo škůdců).[17]

V oblasti zemědělského pojištění však existuje mnoho rizik, která podle pojišťoven ztrácejí nahodilý charakter a jsou proto nepojistitelná, zvláště u pojištění plodin. Řadí se mezi ně především sucho, škody způsobené chorobami a škůdci, vandalismus a krádeže.

### Pojištění finančních ztrát
Předmětem tohoto pojištění jsou finanční náklady, která vznikly v důsledku škodné události, ušlý zisk nebo jiné finanční ztráty dohodnuté v pojistné smlouvě.
Toto pojištění spadá do pojištěním majetku. Pojem finanční ztráta je v zákonu o pojistné smlouvě uveden značně neurčitě. Proto toto pojištění skýtá velkou smluvní volnost – v praxi tedy závisí na pojišťovnách, pojištění jakých ztrát pro ně může být ziskové a jaká pojištění tedy budou nabízet.
Pojištění finančních ztrát bývá součástí sdružených pojištění – je zahrnuto např. v některých typech zemědělského pojištění nebo pojištění zásilek.

## Pojištění odpovědnosti za škodu
Tyto typy pojištění se vztahují na škodu, kterou pojištěný způsobil přímo nebo nepřímo na zdraví jiné osoby (úraz, způsobení nemoci), poškozením nebo zničením věci, případně i za jinou škodu, za kterou pojištěný podle určitého právního předpisu odpovídá. Odpovědnost za škodu je obecně dána občanským zákoníkem (část 6., hlava II), v pracovně-právních vztazích pak zákoníkem práce (část 2., hlava XIII).
I když jde z principu o jiný typ pojištění, zákon o pojistné smluvě zahrnuje pojištění odpovědnosti za škodu pod pojištění majetku.

### Náhrada škody
Škoda se hradí v té výši, v jaké za ní pojištěný podle právních předpisů odpovídá. Náhradu škody neplatí pojistitel (pojišťovna) pojištěnému, ale poškozenému. Přesto smluvní vztah stále trvá mezi pojišťovnou a pojištěncem (plátcem pojistného). Pouze pokud to je uvedeno v některém zákonu nebo v konkrétní pojistné smlouvě, má nárok vůči pojišťovně přímo poškozený. Bývá to obvyklé u povinných pojištění odpovědnosti, např. tzv. povinného ručení.
Pokud způsobil pojištěný škodu pod vlivem alkoholu nebo omamných a psychotropních látek, má vůči němu pojišťovna právo na náhradu toho, co vyplatila na pojistném plnění. Znamená to, že pojišťovna odškodní postiženého, ale tuto částku následně vymáhá na pojištěném (jde však pouze o právo a proto pojišťovna podle svého uvážení nemusí tuto částku vymáhat vůbec nebo může požadovat pouze její část).

### Povinná pojištění odpovědnosti

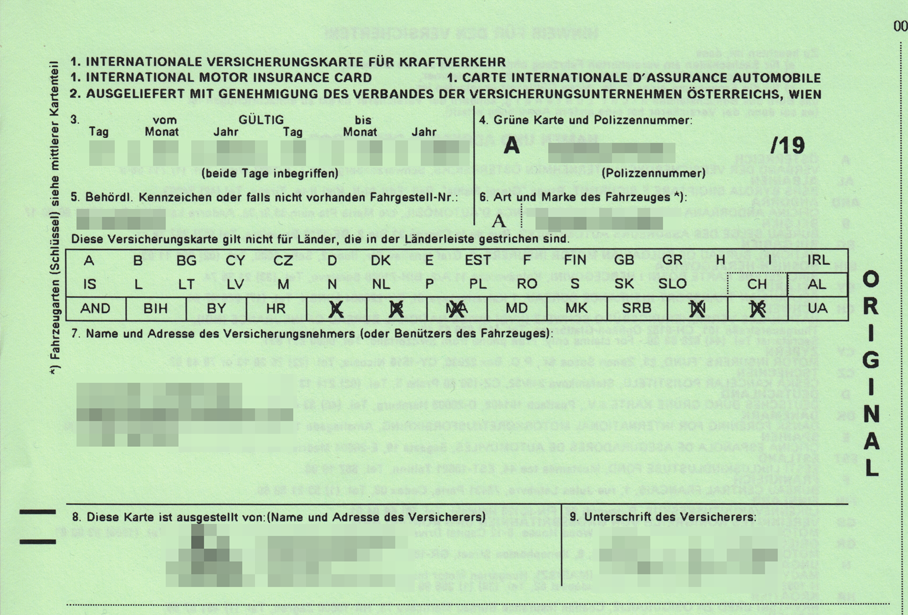
Zelená karta je celoevropským potvrzením o zaplacení tzv. povinného ručení

Zvláštní zákony mohou určit, v kterých případech musí být podnikatel nebo jiný subjekt při výkonu konkrétní činnosti pojištěn. Nejznámější je povinnost provozovatele motorového vozidla uzavřít pojištění za škodu způsobenou tímto vozidlem – povinné ručení.
Takovýchto povinně pojišťovaných činností je celkem přes 20: pojištění odpovědnosti za škodu musí uzavřít např.
- advokát a notář,
- privátní lékař, stomatolog a provozovatel státního i nestátního zdravotnického zařízení,
- daňový poradce,
- pojišťovací agent a makléř,
- realitní makléř,
- provozovatel vozidla, letadla a vnitrozemského plavidla,
- provozovatel jaderného zařízení nebo objektu, ve kterém jsou umístěny nebezpečné chemické látky,
- osoba vykonávající loveckou činnost.[1]

### Dobrovolná pojištění odpovědnosti
Toto pojištění není povinné a závisí na klientovi, jak zváží svoje riziko. V některých případech však uzavření potřebného pojištění vyžaduje zadavatel práce nebo obecně druhá strana smluvního vztahu (např. investor požaduje, aby stavební firma měla uzavřené pojištění odpovědnosti za škodu, protože jinak by jeho riziko z případné závažné havárie, pokud by ji nemohl stavebník nahradit, bylo příliš vysoké).
- Pojištění odpovědnosti občanských rizik[26]
  - odpovědnost za škodu způsobenou členy domácnosti – vztahuje se na obecnou odpovědnost, např. rozbití věci; ne tedy např. škodu způsobenou nesplněním podepsané smlouvy,
  - odpovědnost za škody z provozu nemovitosti – kryje např. úrazy na zledovatělém chodníku nebo pád sněhu, ale i tašek ze střechy,
  - odpovědnost zaměstnance (vztahuje se na škody, které zaměstnanec způsobí svému zaměstnavateli).
- Pojištění odpovědnosti podnikatelských rizik[26]
  - odpovědnost za škodu z provozu – především škoda na zdraví nebo věcech jiné osoby, ale i související náklady soudního řízení apod.,
  - profesní odpovědnost, odpovědnost dopravce – obvykle se sjednává pouze v základní úrovni; proto si klienti sami sjednávají výše uvedené pojištění zásilek,
  - pojištění odpovědnosti managementu podniku – v určitých mezích se pojišťuje finanční škoda vzniklá nesprávným rozhodnutím, překročením pravomocí, případně i opomenutím a nedbalostí při výkonu funkce člena představenstva, dozorčí rady nebo vedoucího společnosti.[27]

## Pojištění osob
Do neživotního pojištění patří i ty druhy pojištění osob, které mají charakter rizikového pojištění – nevytvářejí tedy rezervu na události, které v určité formě v budoucnu nastanou.

### Úrazové pojištění
Finančně zabezpečuje osobu, u které dojde v důsledku úrazu k přechodnému nebo trvalému poškození zdraví; případně zabezpečuje pozůstalé při smrti pojištěného. Často se sjednává v kombinaci s životním pojištěním.
Pojistnou událostí v tomto pojištění je podle zákona o pojistné smlouvě úraz, kterým se rozumí neočekávané a náhlé působení zevních sil nebo vlastní tělesné síly nezávisle na vůli pojištěného, ke kterému došlo během trvání soukromého pojištění a kterým bylo pojištěnému způsobeno poškození zdraví nebo smrt.

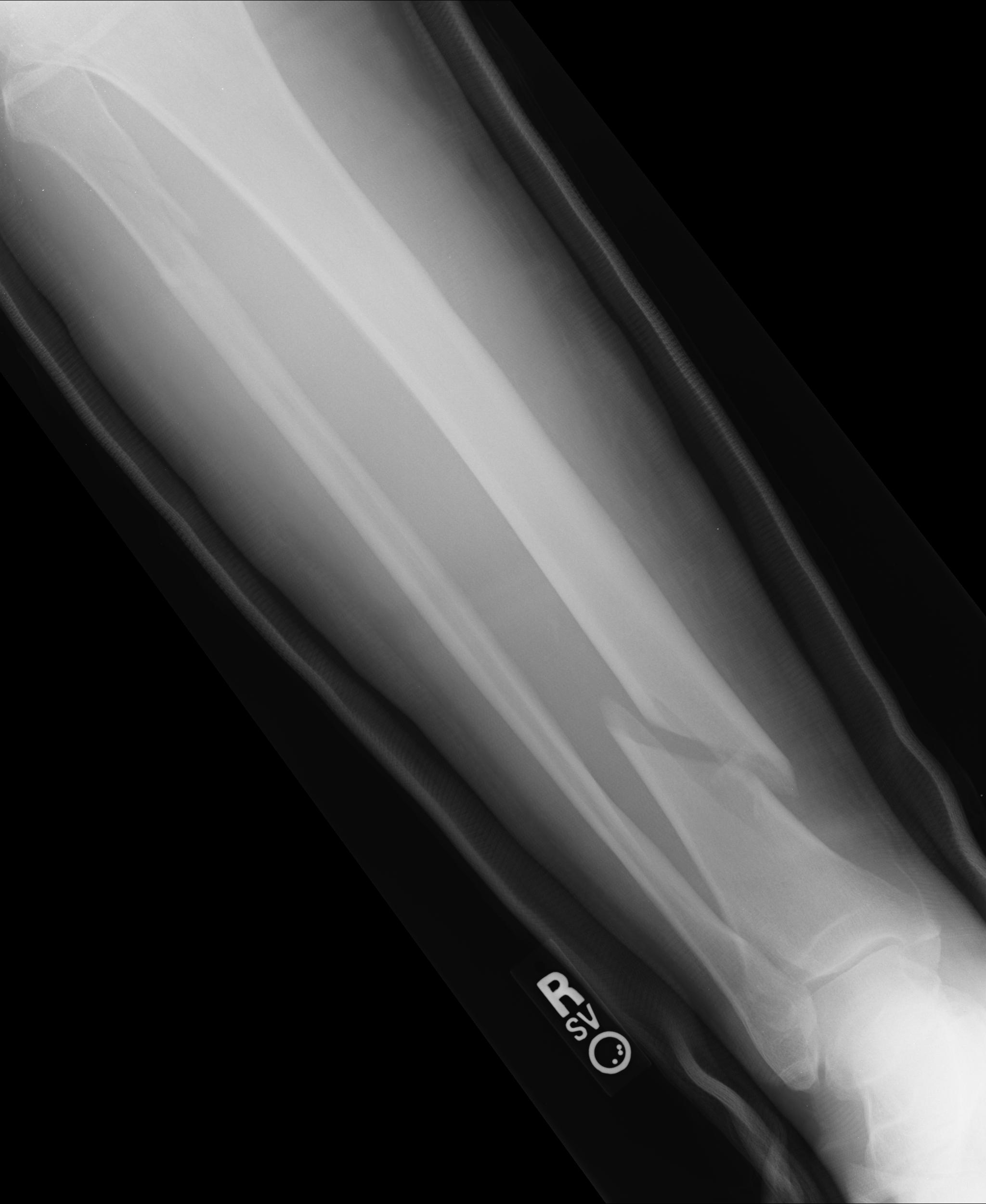
Za zlomeninu nohy vyplatí pojišťovna pojištěnému vypočtená procenta z pojistné částky.

Z úrazového pojištění poskytují pojišťovny pojistná plnění za:
1. smrt následkem úrazu – pojišťovna v tomto případě vyplatí pojistnou částku určené osobě, tzv. obmyšlenému; v pojistných podmínkách je obvykle uvedeno, kdy nejpozději po úrazu by musela smrt nastat, aby byla kryta úrazovým pojištěním,
2. trvalé následky úrazu – z tzv. oceňovacích tabulek se pro konkrétní následky vypočtou procenta tělesného poškození; pojistné plnění se pak určí jako násobek sjednané (plné) pojistné částky a vypočteného procenta poškození,
3. plnou invaliditu – je-li následkem úrazu přiznán pojištěnému plný invalidní důchod, vyplácí pojišťovna pojištěnému po dobu jeho života pravidelnou dohodnutou částku, nejdéle však do věku uvedeného v pojistných podmínkách (např. 65 let),
4. dobu nezbytného léčení – poskytuje se pojistné plnění za dobu léčení až do zahojení následků úrazu; vychází se přitom z obvyklých dob léčení konkrétního typu úrazu (diagnózy),
5. tělesné poškození způsobené úrazem – výše plnění se opět vypočte z tzv. oceňovacích tabulek podle konkrétní diagnózy; doba léčení se přitom neuvažuje,
6. dobu pracovní neschopnosti – vyplácí se dohodnutá částka denního odškodného; nejčastěji se poskytuje až po několika týdnech neschopnosti (oboje je opět definováno v pojistných podmínkách).

Úrazovému pojištění je podobné pojištění pro případ nemoci, které je zamýšleno především jako doplněk k systém veřejného zdravotního pojištění, který nepokrývá všechny náklady.

### Pojištění příjmů v době pracovní neschopnosti
Řeší rozdíl mezi limity dávek v pracovní neschopnosti a pravidelným příjmem. Je obvykle výhodné pro osoby s vyššími příjmy.

### Cestovní pojištění
Kryje finanční rizika spojená s úrazem, náhlým onemocněním, ztrátou zavazadel a některými dalšími případy nouze. Součástí pojištění jsou podobně jako u havarijního pojištění i asistenční služby, zde však obvykle jen telefonické.

## Další odvětví neživotních pojištění
Do neživotního pojištění spadají i další, dosud obvykle méně běžná pojištění.

### Pojištění záruky
Při tomto pojištění uhradí pojišťovna věřiteli majetkovou újmu, pokud není pojištěný schopen svému závazku stanovenému v záruční listině dostát. Závazek při tom může být daný smlouvou mezi pojištěným a věřitelem (např. smlouvou o dílo) nebo může vyplývat z právního předpisu (zákona).
V praxi jde o pojištění případů, kdy pojištěný převzal za dlužníka záruku nebo obdobné smluvní a celní záruky.

### Pojištění úvěru
Kryje finanční ztráty věřitele (poskytovatele úvěru), pokud není dlužník schopen dostát svých závazků z důvodů platební neschopnosti. Toto pojištění poskytují většinou jen specializované komerční úvěrové pojišťovny. Toto pojištění se netýká financování vývozu se státní podporou, které bývá pojišťováno státní úvěrovou pojišťovnou.
Oproti pojištění záruky uzavírá toto pojištění ten, kdo úvěr nebo podobný produkt poskytuje – tedy věřitel.

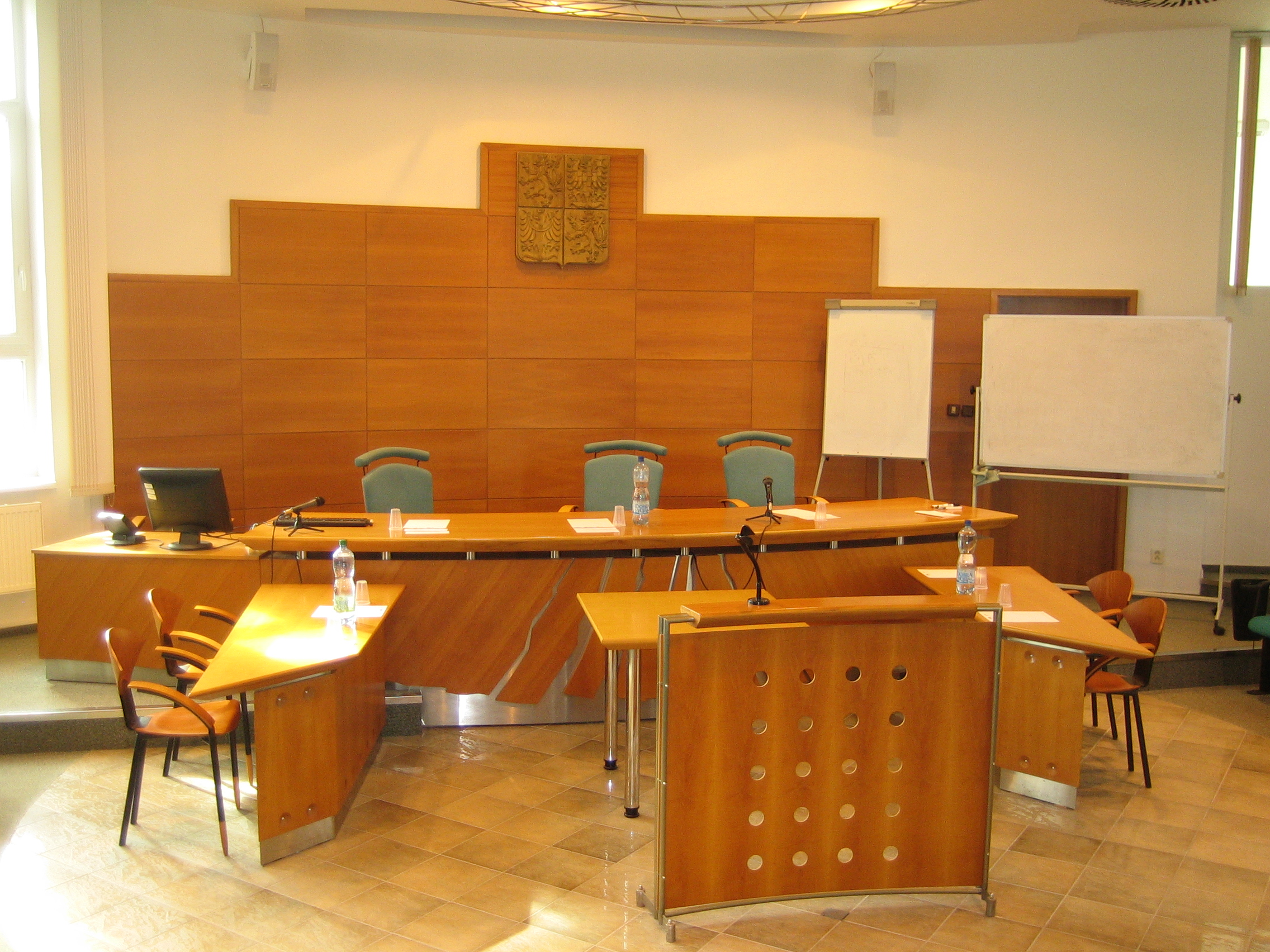
Pojištění právní ochrany může pomoci při úhradě výdajů spojených se soudním řízením

### Pojištění právní ochrany
Zajišťuje právní ochranu osoby, která hájí své zájmy. Poskytnutí pojistné ochrany přitom nezávisí na tom, zda je tato osoba na straně žalované nebo žalující. Pojistné plnění zahrnuje u tohoto typu pojištění odměny advokátům, soudní poplatky, náklady na znalecké posudky a i další soudní náklady v případě prohraného nebo ne zcela úspěšného sporu. Pojistitel zároveň poskytuje služby přímo spojené s pojištěním (především poradenské služby).
Pojistná ochrana nezahrnuje náhradu pokut, peněžitých trestů a jiných finančních sankcí uložených pojištěnému.

### Pojištění přerušení provozu
Pokrývá následné škody, které vzniknou výpadkem výroby v důsledku přímých škod (ty jsou kryty pojištěním majetku). Smyslem tohoto pojištění je zabezpečení obnovení výroby a tedy i zisku podniku.

## Povinná pojištění
Zákony mohou v některých případech nařídit fyzické i právnické osobě, aby při provozování konkrétní činnosti, která je zdrojem jistého nebezpečí pro okolí, uzavřela pojištění. Tato povinnost se týká vždy jen neživotních pojištění. Např. insolvenční správce (dříve znám jako správce konkurzní podstaty) je povinen uzavřít pojištění podle § 23 insolvenčního zákona.
Tyto typy povinných pojištění mají několik specifik, která definuje zákon o pojistné smlouvě v § 5:
- Pojistná smlouva musí být vypracována tak, aby se neodchylovala od znění zákona o pojistné smlouvě (pokud výjimečně zákon takovou odchylku neumožňuje). To je rozdíl od ostatních pojistných smluv, u kterých platí opačná zásada (daná obecně v § 2 občanského zákoníku)[40], že ve smlouvě se lze od zákona odchýlit, pokud to zákon nezakazuje nebo to z něj neplyne.

Důvodem této nemožnosti odchýlit se od zákona je celospolečenský zájem na ochraně poškozených osob a majetku.
- Další rozdílem od jiných pojistných smluv je povinnost uzavřít smlouvu tak, aby byla pojišťovna povinna poskytnout pojistné plnění i v případě, že ke škodě dojde úmyslným jednáním pojištěného nebo pojistníka.[38] Důvodem tohoto ustanovení je skutečnost, že pojišťovny se v souladu s § 14 zákona o pojistné smlouvě chrání před zneužitím pojištění a do pojistných podmínek si (obecně) dávají výjimku (tzv. výluku z pojištění), že nemusí plnit v případě, že je škodná událost způsobena úmyslným jednáním toho, kdo smlouvu uzavřel, nebo pojištěného.
- Poslední výjimkou oproti jiným pojistným smlouvám je ustanovení, že pojišťovna nemůže odmítnout vyplatit pojistné plnění. Musí to však být včetně konkrétních důvodů uvedeno v zákonu, který dané povinné pojištění nařizuje.[38] Opět je tím chráněn celospolečenský zájem poškozených osob (u těchto povinných pojištění odpovědnosti vyplácí pojišťovna plnění poškozeným osobám, ne pojistníkovi).

Pojištěný je však podle zákona povinen toto plnění nahradit – proto pojišťovna vyplacenou částku následně po pojištěném vymáhá (jde o tzv. postih neboli regres podle § 440 občanského zákoníku). Typickým příkladem jsou dopravní nehody způsobené opilými účastníky silničního provozu. U nich pojišťovna vyplatí náhradu škody, bolestné apod. tomu, kdo byl poškozen; následně však vyplacenou částku vymáhá po řidiči, který byl pod vlivem alkoholu.

## Právní předpisy upravující pojištění
V českém právním řádu neexistuje zákon nebo jiný právní předpis, který by upravoval pouze neživotní pojištění. Jednotlivá pojištění se proto řídí několika společnými obecně závaznými právními předpisy, především:
- zákonem č. 37/2004 Sb., o pojistné smlouvě, který jako základní upravuje vztahy mezi účastníky pojištění, které vzniklo na základě pojistné smlouvy (tzv. soukromé pojištění); stanovuje práva, povinnosti a postavení jednotlivých účastníků pojištění a upravuje vznik, trvání, zánik a případné změny pojištění,[41]
- zákonem č. 363/1999 Sb., o pojišťovnictví, který především upravuje pojišťovnictví jako obor podnikání, nastavuje vztahy pojišťoven k orgánům státní správy apod.;[2] v příloze 1 však definuje odvětví a skupiny pojištění a v části B vyjmenovává odvětví neživotních pojištění,
- některými ustanoveními občanského zákoníku, který upravuje obecnější rysy pojistných vztahů,[41]
- dalšími základními právními předpisy, jako trestním zákoníkem, zákoníkem práce atd.

V konkrétních případech se jednotlivá pojištění řídí zvláštními předpisy, např. u pojištění motorových vozidel zákonem č. 168/1999 Sb., o pojištění odpovědnosti za škodu způsobenou provozem vozidla.
Dále pak existuje množství předpisů, především z oblasti pojištění odpovědnosti, které upravují neživotní pojištění jen v jednom nebo několika málo ustanoveních (paragrafech). Např. zákon České národní rady č. 381/1991 Sb., o Komoře veterinárních lékařů České republiky v § 6 stanovuje, že Člen Komory, který je podnikatelem, je povinen uzavřít pojistnou smlouvu v rozsahu stanoveném Komorou.

### Právní akty Evropské unie
K neživotnímu pojištění se vztahuje množství právních aktů Evropské unie. Je zde však jeden předpis, který je pro neživotní pojištění specifický:
- Směrnice Rady 92/49/EEC z 18. června 1992 o koordinaci zákonů, nařízení a právních předpisů týkajících se přímého jiného než životního pojištění, kterou se upravují směrnice 73/239/EEC a 88/357/EEC (třetí směrnice neživotního pojištění).[44]